# Esperanza caminando

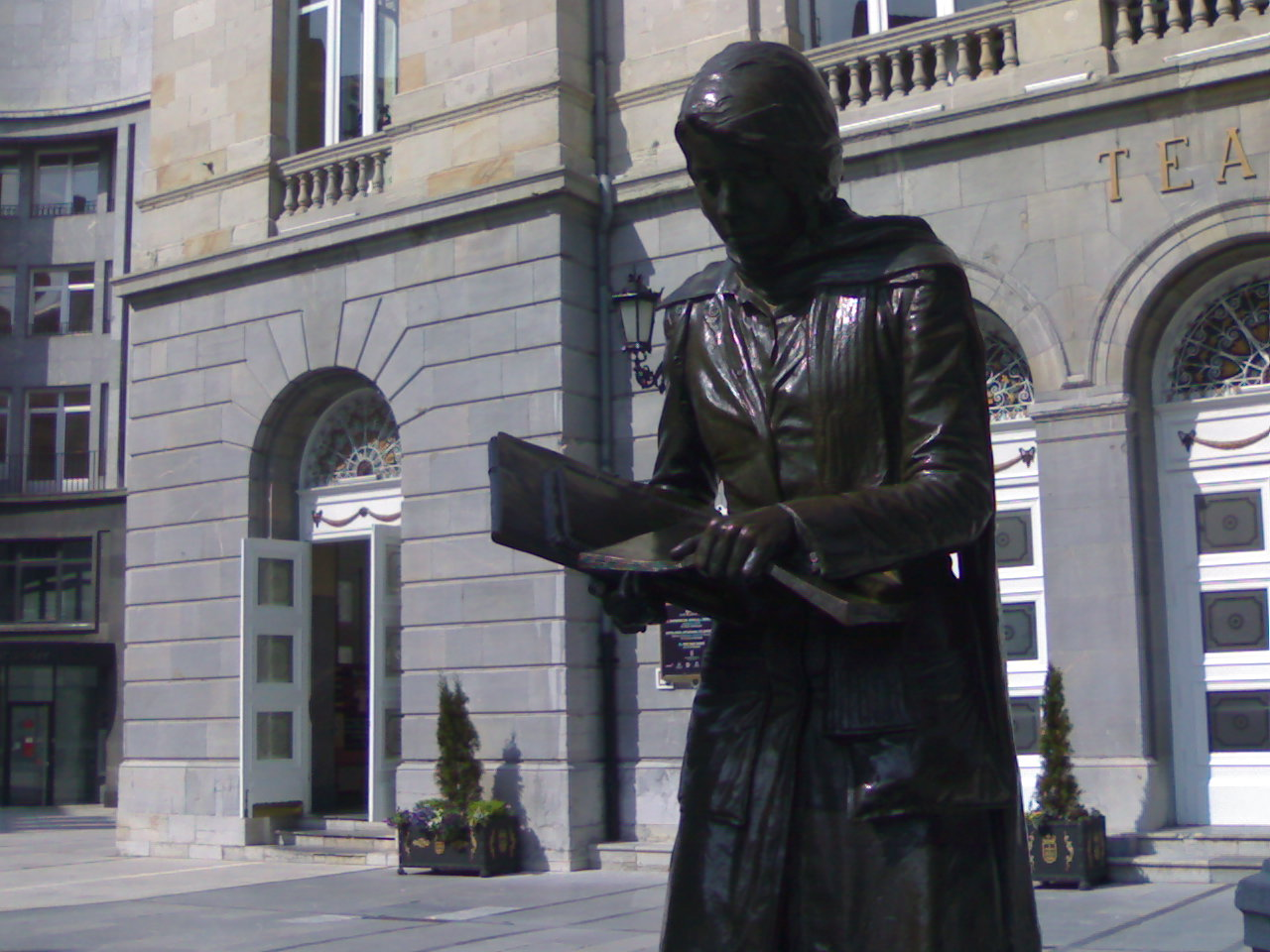
Esperanza caminando.

La escultura urbana conocida como Esperanza caminando, ubicada  frente al Teatro Campoamor, en la ciudad de Oviedo, Asturias, España, es una de las más de un centenar que adornan las calles de la mencionada ciudad española.
El paisaje urbano de esta ciudad se ve adornado por obras escultóricas, generalmente monumentos conmemorativos dedicados a personajes de especial relevancia en un primer momento, y más puramente artísticas desde finales del siglo XX.
La escultura, hecha en bronce, es obra de Julio López Hernández, y está datada su inauguración en 1998. Representa a una estudiante leyendo de modo distraído un libro que sujeta junto a una libreta y una carpeta, con gran sosiego, simbolizando, tal vez, la tradición universitaria de la ciudad.
La estatua descansa sobre un pedestal de piedra en el que puede verse una placa de metal en la que pone: ESPERANZA CAMINANDO  DE JULIO LÓPEZ HERNÁNDEZ OCTUBRE-1998.